# والیبال در المپیک تابستانی ۲۰۲۰ - مسابقات انتخابی مردان آسیا
مسابقات والیبال انتخابی المپیک مردان‌آسیا ۲۰۲۰ رویدادی در سطح آسیا است که از ۷ تا ۱۲ ژانویه با حضور هشت تیم برتر آسیا در ژیانگمن، چین برگزار شد.
در پایان، تیم ایران جواز حضور در رقابت‌های والیبال در بازی‌های المپیک تابستانی ۲۰۲۰ را به‌دست آورد.

## تیم‌های صعود کرده
۸ تیم برتر والیبال قهرمانی مردان آسیا ۲۰۱۹ که هنوز مجوز صعود به دور نهایی المپیک را نگرفته‌اند در این رقابت‌ها حضور پیدا خواهند کرد. اما قزاقستان جایگزین پاکستان شد که از مسابقات کنار رفت. همچنین قطر هم جایگزین ژاپن (میزبان المپیک ۲۰۲۰) شد.  اعداد داخل پرانتز جایگاه نهایی تیم‌ها در والیبال قهرمانی مردان آسیا ۲۰۱۹ در تهران می‌باشد.
- ایران (۱)
- استرالیا (۲)
- کرهٔ جنوبی (۴)
- تایوان (۵)
- چین (۶)
- پاکستان (۷)
- هند (۸)
- قطر (۹)
- قزاقستان (۱۰)

## گروه‌بندی
سیدبندی بر اساس سیستم مارپیچ و با توجه به جایگاه نهایی تیم‌ها در والیبال قهرمانی مردان آسیا ۲۰۱۹ به شرح ذیل می‌باشد.
| گروه A   | گروه B    |
| -------- | --------- |
| ایران    | استرالیا  |
| تایوان   | کرهٔ جنوبی |
| چین      | هند       |
| قزاقستان | قطر       |

## محل برگزاری
| تمام بازی‌ها                      |
| -------------------------------- |
| ژیانگمن، چین                     |
| Jiangmen Sports Center Gymnasium |
| گنجایش: ۸٬۵۰۰                    |
|                                  |

## دور مقدماتی
- ساعت‌ها به زمان چین (یوتی‌سی ۸:۰۰+).

|  | صعود به نیمه‌نهایی |

### گروه A
|      |          | بازی | بازی | امتیاز | ست  | ست   | ست     | امتیاز | امتیاز | امتیاز |
| رتبه | تیم      | برد  | باخت | امتیاز | برد | باخت | نسبت   | برد    | باخت   | نسبت   |
| ---- | -------- | ---- | ---- | ------ | --- | ---- | ------ | ------ | ------ | ------ |
| ۱    | ایران    | ۳    | ۰    | ۹      | ۹   | ۰    | بیشینه | ۲۲۸    | ۱۷۰    | ۱٫۳۴۱  |
| ۲    | چین      | ۲    | ۱    | ۵      | ۶   | ۵    | ۱٫۲۰۰  | ۲۴۱    | ۲۲۳    | ۱٫۰۸۱  |
| ۳    | تایوان   | ۱    | ۲    | ۴      | ۵   | ۷    | ۰٫۷۱۴  | ۲۳۸    | ۲۵۳    | ۰٫۹۴۱  |
| ۴    | قزاقستان | ۰    | ۳    | ۰      | ۱   | ۹    | ۰٫۱۱۱  | ۱۸۶    | ۲۴۷    | ۰٫۷۵۳  |

| تاریخ    | ساعت  |          | امتیاز |          | ست ۱  | ست ۲  | ست ۳  | ست ۴  | ست ۵ | مجموع  | گزارش     |
| -------- | ----- | -------- | ------ | -------- | ----- | ----- | ----- | ----- | ---- | ------ | --------- |
| ۷ ژانویه | ۱۷:۰۰ | تایوان   | ۰–۳    | ایران    | ۱۶–۲۵ | ۱۷–۲۵ | ۱۴–۲۵ |       |      | ۴۷–۷۵  | P2 Report |
| ۷ ژانویه | ۲۰:۰۰ | چین      | ۳–۰    | قزاقستان | ۲۵–۱۹ | ۲۵–۱۴ | ۲۵–۱۸ |       |      | ۷۵–۵۱  | P2 Report |
| ۸ ژانویه | ۱۶:۰۰ | قزاقستان | ۰–۳    | ایران    | ۲۶–۲۸ | ۱۶–۲۵ | ۱۸–۲۵ |       |      | ۶۰–۷۸  | P2 Report |
| ۸ ژانویه | ۲۰:۰۰ | چین      | ۳–۲    | تایوان   | ۱۵–۲۵ | ۲۵–۱۶ | ۲۳–۲۵ | ۲۵–۲۲ | ۱۵–۹ | ۱۰۳–۹۷ | P2 Report |
| ۹ ژانویه | ۱۶:۴۰ | تایوان   | ۳–۱    | قزاقستان | ۱۹–۲۵ | ۲۵–۱۱ | ۲۵–۱۸ | ۲۵–۲۱ |      | ۹۴–۷۵  | P2 Report |
| ۹ ژانویه | ۲۰:۰۰ | ایران    | ۳–۰    | چین      | ۲۵–۲۲ | ۲۵–۲۰ | ۲۵–۲۱ |       |      | ۷۵–۶۳  | P2 Report |

### گروه B
|      |           | بازی | بازی | امتیاز | ست  | ست   | ست    | امتیاز | امتیاز | امتیاز |
| رتبه | تیم       | برد  | باخت | امتیاز | برد | باخت | نسبت  | برد    | باخت   | نسبت   |
| ---- | --------- | ---- | ---- | ------ | --- | ---- | ----- | ------ | ------ | ------ |
| ۱    | قطر       | ۲    | ۱    | ۷      | ۸   | ۳    | ۲٫۶۶۷ | ۲۵۷    | ۲۳۴    | ۱٫۰۹۸  |
| ۲    | کرهٔ جنوبی | ۲    | ۱    | ۶      | ۸   | ۵    | ۱٫۶۰۰ | ۲۹۹    | ۲۸۲    | ۱٫۰۶۰  |
| ۳    | استرالیا  | ۲    | ۱    | ۵      | ۶   | ۶    | ۱٫۰۰۰ | ۲۷۲    | ۲۸۰    | ۰٫۹۷۱  |
| ۴    | هند       | ۰    | ۳    | ۰      | ۱   | ۹    | ۰٫۱۱۱ | ۲۱۸    | ۲۵۰    | ۰٫۸۷۲  |

| تاریخ    | ساعت  |           | امتیاز |           | ست ۱  | ست ۲  | ست ۳  | ست ۴  | ست ۵  | مجموع   | گزارش     |
| -------- | ----- | --------- | ------ | --------- | ----- | ----- | ----- | ----- | ----- | ------- | --------- |
| ۷ ژانویه | ۱۰:۰۰ | قطر       | ۳–۰    | هند       | ۲۵–۲۲ | ۲۵–۲۰ | ۲۵–۲۳ |       |       | ۷۵–۶۵   | P2 Report |
| ۷ ژانویه | ۱۳:۳۰ | استرالیا  | ۳–۲    | کرهٔ جنوبی | ۲۳–۲۵ | ۲۵–۲۳ | ۲۶–۲۴ | ۲۰–۲۵ | ۱۹–۱۷ | ۱۱۳–۱۱۴ | P2 Report |
| ۸ ژانویه | ۱۰:۰۰ | استرالیا  | ۰–۳    | قطر       | ۱۵–۲۵ | ۲۱–۲۵ | ۲۳–۲۵ |       |       | ۵۹–۷۵   | P2 Report |
| ۸ ژانویه | ۱۳:۳۰ | کرهٔ جنوبی | ۳–۰    | هند       | ۲۵–۱۹ | ۲۵–۲۰ | ۲۵–۲۳ |       |       | ۷۵–۶۲   | P2 Report |
| ۹ ژانویه | ۱۰:۰۰ | هند       | ۱–۳    | استرالیا  | ۲۷–۲۵ | ۲۱–۲۵ | ۲۱–۲۵ | ۲۲–۲۵ |       | ۹۱–۱۰۰  | P2 Report |
| ۹ ژانویه | ۱۳:۳۰ | قطر       | ۲–۳    | کرهٔ جنوبی | ۱۸–۲۵ | ۲۶–۲۸ | ۲۵–۲۲ | ۲۵–۲۰ | ۱۳–۱۵ | ۱۰۷–۱۱۰ | P2 Report |

## دور پایانی
- ساعت‌ها به زمان چین (یوتی‌سی ۸:۰۰+).

|  | نیمه‌نهایی | نیمه‌نهایی |   |  | نهایی     | نهایی |  |
|  |           |           |   |  |           |       |  |
|  | ۱۱ ژانویه |           |   |  |           |       |  |
|  | ایران     | ۳         |   |  |           |       |  |
|  | کرهٔ جنوبی | ۲         |   |  |           |       |  |
|  |           |           |   |  |           |       |  |
|  |           |           |   |  | ۱۲ ژانویه |       |  |
|  |           |           |   |  | ایران     | ۳     |  |
|  |           | چین       | ۰ |  |           |       |  |
|  |           |           |   |  |           |       |  |
|  |           |           |   |  |           |       |  |
|  |           |           |   |  |           |       |  |
|  | ۱۱ ژانویه |           |   |  |           |       |  |
|  | قطر       | ۱         |   |  |           |       |  |
|  | چین       | ۳         |   |  |           |       |  |

### نیمه‌نهایی
| تاریخ     | ساعت  |       | امتیاز |           | ست ۱  | ست ۲  | ست ۳  | ست ۴  | ست ۵  | مجموع   | گزارش     |
| --------- | ----- | ----- | ------ | --------- | ----- | ----- | ----- | ----- | ----- | ------- | --------- |
| ۱۱ ژانویه | ۱۶:۰۰ | ایران | ۳–۲    | کرهٔ جنوبی | ۲۲–۲۵ | ۲۵–۲۱ | ۲۵–۱۸ | ۲۲–۲۵ | ۱۵–۱۳ | ۱۰۹–۱۰۲ | P2 Report |
| ۱۱ ژانویه | ۲۰:۰۰ | قطر   | ۱–۳    | چین       | ۲۲–۲۵ | ۱۸–۲۵ | ۲۵–۲۳ | ۲۰–۲۵ |       | ۸۵–۹۸   |           |

### نهایی
| تاریخ     | ساعت  |       | امتیاز |     | ست ۱  | ست ۲  | ست ۳  | ست ۴ | ست ۵ | مجموع | گزارش |
| --------- | ----- | ----- | ------ | --- | ----- | ----- | ----- | ---- | ---- | ----- | ----- |
| ۱۲ ژانویه | ۲۰:۰۰ | ایران | ۳–۰    | چین | ۲۵–۱۴ | ۲۵–۲۲ | ۲۵–۱۴ |      |      | ۷۵–۵۰ |       |

## رده‌بندی نهایی
| رتبه | تیم       |
| ---- | --------- |
| ۱    | ایران     |
| ۲    | چین       |
| ۳    | قطر       |
| ۳    | کرهٔ جنوبی |
| ۵    | استرالیا  |
| ۵    | تایوان    |
| ۷    | هند       |
| ۷    | قزاقستان  |

|  | صعود به والیبال در بازی‌های المپیک تابستانی ۲۰۲۰ |